# Afri-Cola

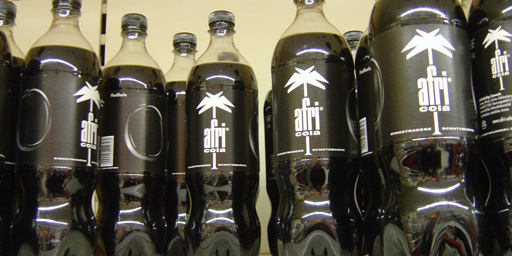
Afri-Cola.

Afri-Cola, är ett tyskt colamärke som funnits sedan 1931. Afri-Cola ingår i Mineralbrunnen Überkingen-Teinach AG. En av företagets mest kända slogans är alles ist in afri-cola ("Allt är i Afri-Cola").
1864 grundades bolaget F. Blumhoffer Nachfolger GmbH i Köln. Man tillverkade essenser för tillverkning av likörer, snaps och läskedrycker. Man koncentrerade sig efterhand på tillverkning av läskedrycker. 1931 lanserades Afri-Cola och företaget växte till att finnas över hela Tyskland.
Afri-Cola tappade under 1960-talet marknadsandelar till amerikanska Coca-Cola men har lyckats stanna kvar på marknaden vid sidan av dominanten. Samtidigt finns man i flera andra länder, bland annat i Saudiarabien. Afri-Cola har en större halt koffein än många andra coladrycker (250 mg/liter). Under många år leddes företaget av Karl Flach.
Företaget har haft flera framgångsrika reklamkampanjer som bidragit till kultstatusen. 1968 kom en klassisk reklamkampanj skapad av Charles Paul Wilp. I reklamen under parollen "Super-sexy-mini-flower-pop-op-cola – alles ist in Afri-Cola" användes berömda modeller som Marianne Faithfull, Amanda Lear, Donna Summer, Marsha Hunt. I samband med 70-årsjubileet 2001 gjorde Wim Wenders en reklamfilm för Afri-Cola.
Under senare år har man försökt positionera om sig på marknaden med blandad framgång. Ett försök att minska koffeindosen för att nå flera kunder slog inte alls. En populär flaskvariant är den på 20 cl i glas som används av restauranger och caféer.